# Сфера Бернала

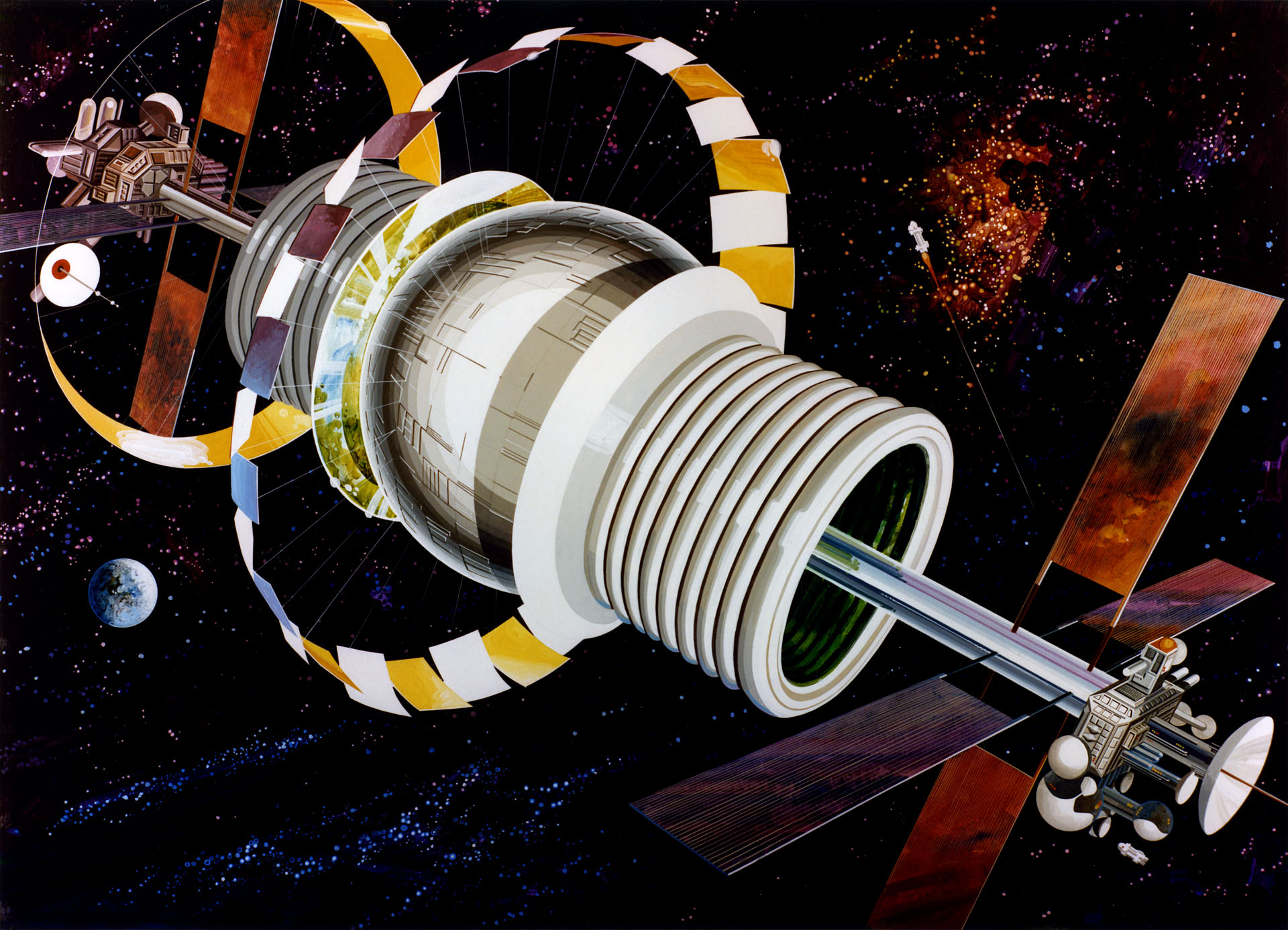
Зовнішній вигляд сфери Бернала.

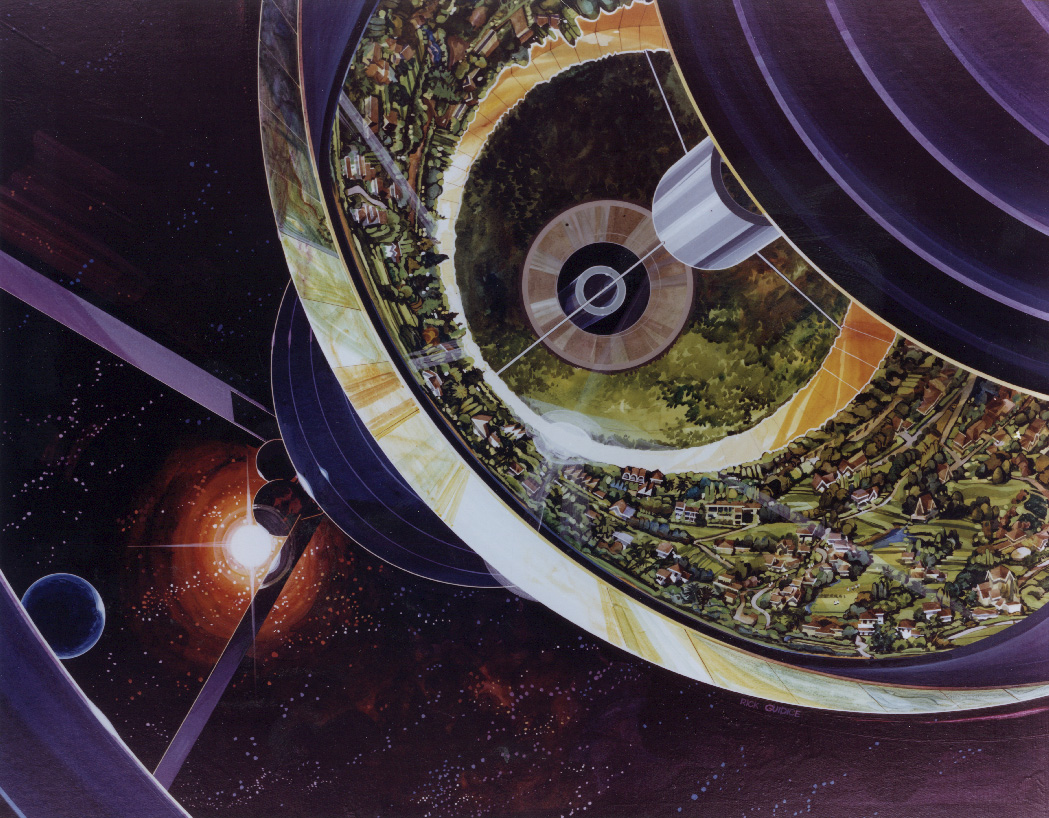
Внутрішня частина сфери — вид через світлове вікно сфери.

Сфера Бернала — це тип орбітальної станції і космічного поселення, під назвою «просторове середовище», призначена для постійного проживання людей, вперше була розроблена в 1929 у Джоном Десмондом Берналом. Оригінальний проєкт Бернала являв собою сферу діаметром 1,6 км (1 миля), здатну вмістити 20 — 30 тис. чоловік і наповнену повітрям.

## Острів I
У серії проєктних робіт, розглянутих у 1975 і 1976 роках Стенфордським університетом, з метою вивчення проєктів майбутніх космічних колоній, Джерард Кітчен О'Нейл запропонував Острів Один, модифіковану Сферу Бернала, діаметром всього лише 500 метрів і оберертом зі швидкістю 1,9 обороту в хвилину, виробляючи подібну земній штучну гравітацію в районі екватора сфери. У результаті внутрішній ландшафт сфери скидався б на велику долину, що проходить по екватору сфери. Острів Один буде забезпечувати життя і відпочинок космічному населенню, в середньому, тисячі чоловік зі спеціальним відділенням, призначеним для заняття сільським господарством. Сонячне світло проникало б в середину сфери через мережу зовнішніх дзеркал і прямувало через велике вікно на полюсі сфери. Форма сфери була визнана оптимальною для стримування внутрішнього тиску і відбиття сонячної радіації.

## Острів II
О'Нейл придумав і наступне покоління даних космічних станцій як поліпшену версію Острова Один. Острів Два буде приблизно 1800 метрів в діаметрі, сприятлива для життя екваторіальна окружність складе 6,5 кілометрів (4 милі). При таких розмірах це середовище може бути комфортабельним будинком приблизно для 140 000 чоловік. Розміри були продиктовані економікою: середовище повинне було бути досить невеликим, щоб знизити транспортні витрати і час на рух, і досить велике, щоб ефективно утримувати необхідну промислову базу.

## Також
- NASA SP-413: Space Settlements — A Design Study. [Архівовано 1 серпня 2009 у Wayback Machine.]